# Donnie Darko (banda sonora)
La banda sonora de Donnie Darko fue compuesta por Michael Andrews y estrenada en 2001. Cuenta con 16 pistas instrumentales y dos covers de “Mad World” de Tears for Fears.

## Producción
Richard Kelly, el director, le encargó esta tarea a Michael Andrews, un músico de San Diego y compositor para televisión y cine que había trabajado como miembro en algunas bandas, incluyendo The Origin con Gary Jules, cuyos dos álbumes también produjo, y The Greyboy Allstars. Kelly dijo que confiaba en que Michael Andrews podía hacer tal tarea: “Cuando quedé con Michael me di cuenta que era una persona con mucho talento y que podía hacer un buen trabajo. Me dejó revisarlo con él y obtener la banda sonora que yo deseaba”. 1
Michael Andrews se mudó a Los Ángeles de octubre a diciembre del año 2000 para trabajar en la película. Como dijo Micheal Andrews, fue el bajo presupuesto del que disponía lo que lo animó a tocar una gran variedad de instrumentos en la banda sonora de la película.
“La película contaba con un presupuesto muy bajo, por lo que la parte que me correspondía era bastante escasa. No podía contratar a nadie, estaba solo ante el peligro y por lo tanto tocaba yo todos los instrumentos: el piano, el melotrón, la marimba pequeña, el xilófono, el ukelele y el órgano. También participaron dos cantantes femeninas Sam Shelton y Tori Haberman. Pero no se utilizó la guitarra, porque Richard dijo que ni guitarra ni batería; que no pegaban. Me siento un poco mal ya que llevo tocando la guitarra toda mi vida.”2
Como muchos de los modelos a seguir a la hora de componer bandas sonoras tales como John Barry y Ennio Morricone, la intención de Michael Andrews era poner una canción en su banda sonora instrumental diferente. Finalmente escogió “Mad World” (1982) de Tears for Fears, que era una de las bandas favoritas de él y de su amigo de la infancia Gary Jules cuando eran más pequeños. Andrews consiguió que Jules cantase la canción, mientras él mismo tocaba el piano. Entre otras canciones de la película se incluyen “The killing Moon” de Echo & the Bunnymen (otra de las bandas favoritas de Andrews y Jules), Joy Division’s “Love Will Tear Us Apart”, la brillante “Under the Milky Way” de The Church en la escena de la fiesta catártica, y “Proud to Be Loud” por la encarnación de los años 80 de la banda de metal Pantera.
El derivado estilo de componer de Michael Andrew se debe en gran parte a la innovadora Sinfonía n.º 3 (Symphony of Sorrowful Songs) de Henryk Górecki, que Cherita representó en el escenario. Un extracto de For Whom the Bell Tolls, compuesta por Steve Baker y Carmen Daye, introduce los créditos del final de la película. Sin embargo, estas canciones no se encuentran en el álbum de la banda sonora. La banda sonora de la película “Dead Girl” de 2008 incluye canciones iguales a las de Donnie Darko, pero aparece bajo el nombre del compositor Joseph Bauer.
En la posterior versión íntegra del director, se cambiaron algunas de las elecciones musicales. Al inicio de la película se cambió “The Killing Moon” de Echo & the Bunnymen por “Never Tear Us Apart” de INXS. Después “The Killing Moon” sustituyó a “Under The Milk Way” de The Church en la escena de la fiesta. Se puede oír “Under The Milk Way” en la radio durante la escena del coche de Donnie Darko y su padre. La mayoría de estas canciones debían pertenecer originalmente a la banda sonora, pero no se pudieron conseguir por motivos de licencia.

## Estreno
El resultado no se recopiló en una banda sonora hasta que Andy Factor, amigo de Michael Andrews, lo publicó en su sello discográfico independiente “Everloving Records” en 2002. Al no ser Donnie Darko un éxito en un primer momento, había poco interés por la banda sonora en los Estados Unidos. Sin embargo la película disfrutó de más popularidad en Europa; especialmente en el Reino Unido, donde la recaudación en taquilla superó a la de EE. UU., por lo que se lanzó un álbum con la banda sonora de la película.
Esto despertó el interés por la banda sonora y por la canción “Mad World”, extraída de la b.s.o., que fue número uno en las listas de singles número uno de Reino Unido en la Navidad de 2003. También entró en las listas de otros países incluyendo Irlanda, Dinamarca, los Países Bajos y Australia en 2003 y 2004.
Madonna reutilizó parte de la canción “Manipulated Living” para el vídeo introductorio de su Sticky & Sweet Tour en 2008 y 2009.

## Banda sonora
Todas las canciones han sido escritas e interpretadas por Michael Andrews, excepto “Mad World” (escrita por Roland Orzabal; interpretada por Gary Jules y Michael Andrwes).
1. "Carpathian Ridge" – 1:35
2. "The Tangent Universe" – 1:50
3. "The Artifact and Living" – 2:30
4. "Middlesex Times" – 1:41
5. "Manipulated Living" – 2:08
6. "Philosophy of Time Travel" – 2:02
7. "Liquid Spear Waltz" – 1:32
8. "Gretchen Ross" – 0:51
9. "Burn It to the Ground”– 1:58
10. "Slipping Away" – 1:17
11. "Rosie Darko" – 1:25
12. "Cellar Door" – 1:03
13. "Ensurance Trap" – 3:11
14. "Waltz in the 4th Dimension" – 2:46
15. "Time Travel" – 3:01
16. "Did You Know Him?" – 1:46
17. "Mad World" – 3:08
18. wild world – 3:37

## Puesta de venta en Gran Bretaña (2004)
Coincidiendo con la puesta en venta del montaje del director, se sacó a la venta, en versión extendida, un doble disco que se puso en venta en Reino Unido en 2004. Esta edición incluye canciones de rock alternativo y pop de los 80 de las representaciones teatrales (theatrical edition) y del montaje del director.
1. "Never Tear Us Apart" de INXS – 3:04
2. "Head Over Heels" de Tears for Fears – 4:16
3. "Under the Milky Way" de The Church – 4:58
4. "Lucid Memory" de Sam Bauer y Gerard Bauer – 0:46
5. "Lucid Assembly" de Gerard Bauer y Mike Bauer – 0:52
6. "Ave Maria" de Vladimir Vavilov y Paul Pritchard – 2:57
7. "For Whom the Bell Tolls" de Steve Baker y Carmen Daye – 3:12
8. "Show Me (Part 1)" de Quito Colayco y Tony Hertz – 2:05
9. "Notorious" de Duran Duran – 4:00
10. "Stay" de Oingo Boingo – 3:38
11. "Love Will Tear Us Apart" de Joy Division – 3:23
12. "The Killing Moon" de Echo & the Bunnymen – 5:55

### Segundo disco
El segundo disco está dedicado a una versión remasterizada del compositor Michael Andrews.

## El Personal
- Michael Andrews – artista
- Todd Burke – mezcla (engineer, mixing)
- Shannon Erbe – editor musical
- Gary Jules – voz
- Richard Kelly – letras de canciones
- Mike King – diseño de la carátula
- Roger Seibel – mastering
- Sam Shelton – coros